# Альмочуель
Альмочуель (ісп. Almochuel) — муніципалітет в Іспанії, у складі автономної спільноти Арагон, у провінції Сарагоса. Населення — 26 осіб (2010).
Муніципалітет розташований на відстані близько 280 км на схід від Мадрида, 49 км на південний схід від Сарагоси.

## Демографія
Динаміка населення (INE ):